# 창원 고현리 공룡발자국 화석
창원 고현리 공룡발자국 화석(昌原 古縣里 恐龍발자국 化石)은 대한민국 경상남도 창원시 마산합포구 진동면 고현리, 능지물 바닷가 경상 누층군 진동층 바위 위에 있는 공룡발자국 화석이다. 1990년 12월 20일 경상남도의 기념물 제105호로 지정되었다.

## 개요
공룡은 중생대의 쥐라기로부터 백악기에 걸쳐 번성했던 길이 5∼25 m의 거대한 파충류를 통틀어 말한다. 고현리 공룡발자국화석은 능지물 바닷가의 경상 누층군 진동층 위에 있다. 공룡 20마리의 발자국 화석 400개가 발견되었으며, 지금으로부터 약 1억 년 전에 만들어진 것으로 보인다. 발자국의 주인은 두발로 걸어다니는 초식성 공룡으로서, 발자국 화석에 의하면 이들은 무리 지어 살았던 것으로 보인다. 뒷발의 길이는 35 cm 정도이고 폭은 32 cm정도이다.
고현리 공룡발자국화석은 발자국의 내부구조를 잘 보여주고 있어 보존가치가 높은 자료로 평가되고 있으며, 공룡생태 연구에 큰 도움을 주고 있다. 이곳의 진동층 지층 상에는 아래 사진과 같이 층리와 연흔 그리고 건열 구조가 매우 선명하게 드러나 있다.
현재 이곳의 공룡 발자국 화석은 해수의 침식으로 소멸되거나 희미해져 있으며 보호 시설 없이 사실상 방치되어 있다. 이곳을 탐사할 경우, 바위 표면이 매우 미끄러워 주의해야 한다.

## 가는 길
화석 산지는 창원시 마산합포구 진동면 고현새동네길 20-142에 위치한다. 특별한 안내 표지판이 없어 찾아가는 길이 어렵다. 삼진의거대로에서 미더덕로로 진입(비보호 좌회전)해 우산초등학교를 지나 항구(바다)가 보이면 고현마을정보센터 앞 삼거리에서 좌회전하고 오른쪽에 바다를 두고 직진하고 우회전한다. 고현어촌체험마을 종합안내소가 나오기 전 왼쪽으로 '해성물산' 안내 표지판이 있는 1차선 도로를 따라 올라간다. 길을 따라가면 오른쪽에 조선소(도로명주소: 창원시 마산합포구 진동면 고현새동네길 20-115)가 있고 나무데크길이 있는데 이 나무길을 따라 약 250 m 전진하면 화석산지 안내판이 있는 해안가가 나온다. 
최근에는, 무인선박실증지원센터(도로명주소: 창원시 마산합포구 진동면 미더덕로 406-177)로 이어지는 도로가 개설되어 이곳으로 가면 화석산지가 있는 해안으로 바로 진입할 수 있다.

## 사진
창원 고현리 공룡발자국 화석산지의 경상 누층군 진동층
- 건열 구조
북위 35° 06′ 07.3″ 동경 128° 29′ 05.4″ / 북위 35.102028°  동경 128.484833°
- 북위 35° 06′ 07.0″ 동경 128° 29′ 05.8″ / 북위 35.101944°  동경 128.484944°
- 북위 35° 06′ 06.6″ 동경 128° 29′ 06.7″ / 북위 35.101833°  동경 128.485194°
- 단층 구조
북위 35° 06′ 06.8″ 동경 128° 29′ 06.9″ / 북위 35.101889°  동경 128.485250°
- 연흔 구조
북위 35° 06′ 07.1″ 동경 128° 29′ 04.3″ / 북위 35.101972°  동경 128.484528°
- 층리 구조
북위 35° 06′ 04.1″ 동경 128° 29′ 02.1″ / 북위 35.101139°  동경 128.483917°
- 연흔 구조
북위 35° 06′ 03.8″ 동경 128° 29′ 02.1″ / 북위 35.101056°  동경 128.483917°

## 같이 보기
- 창원시의 지질
- 창원 호계리 공룡발자국 화석

## 참고 문헌
- 창원 고현리 공룡발자국 화석 - 국가유산청 국가유산포털